# Conradsdorf

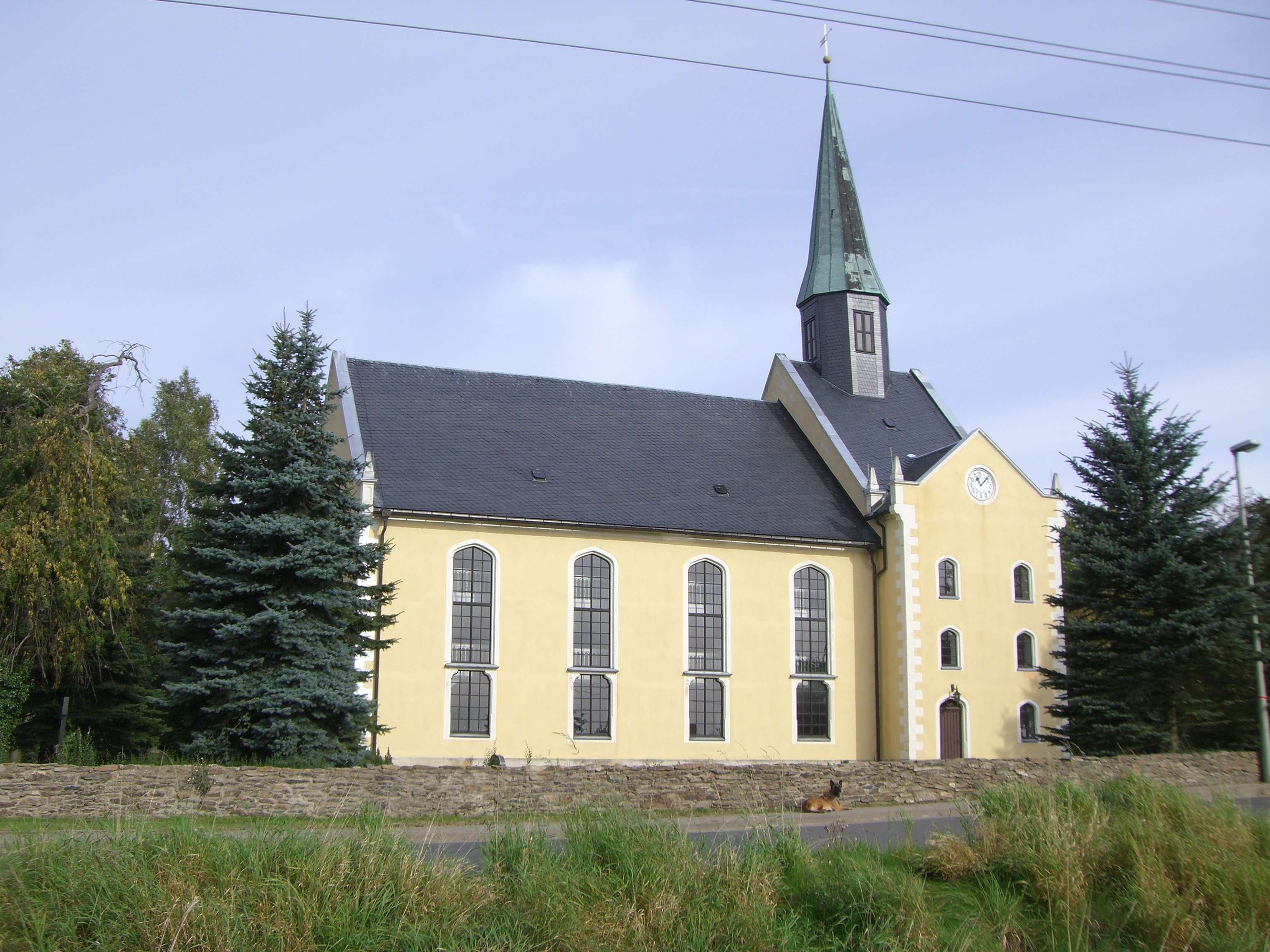
Kirche Conradsdorf an der Alten Dresdner Straße

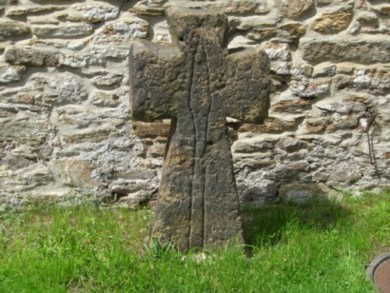
Sühnekreuz aus Grillenburger Sandstein an der Kirche Conradsdorf (vgl. Naundorf (Bobritzsch) – große Ähnlichkeit der Steinkreuze)

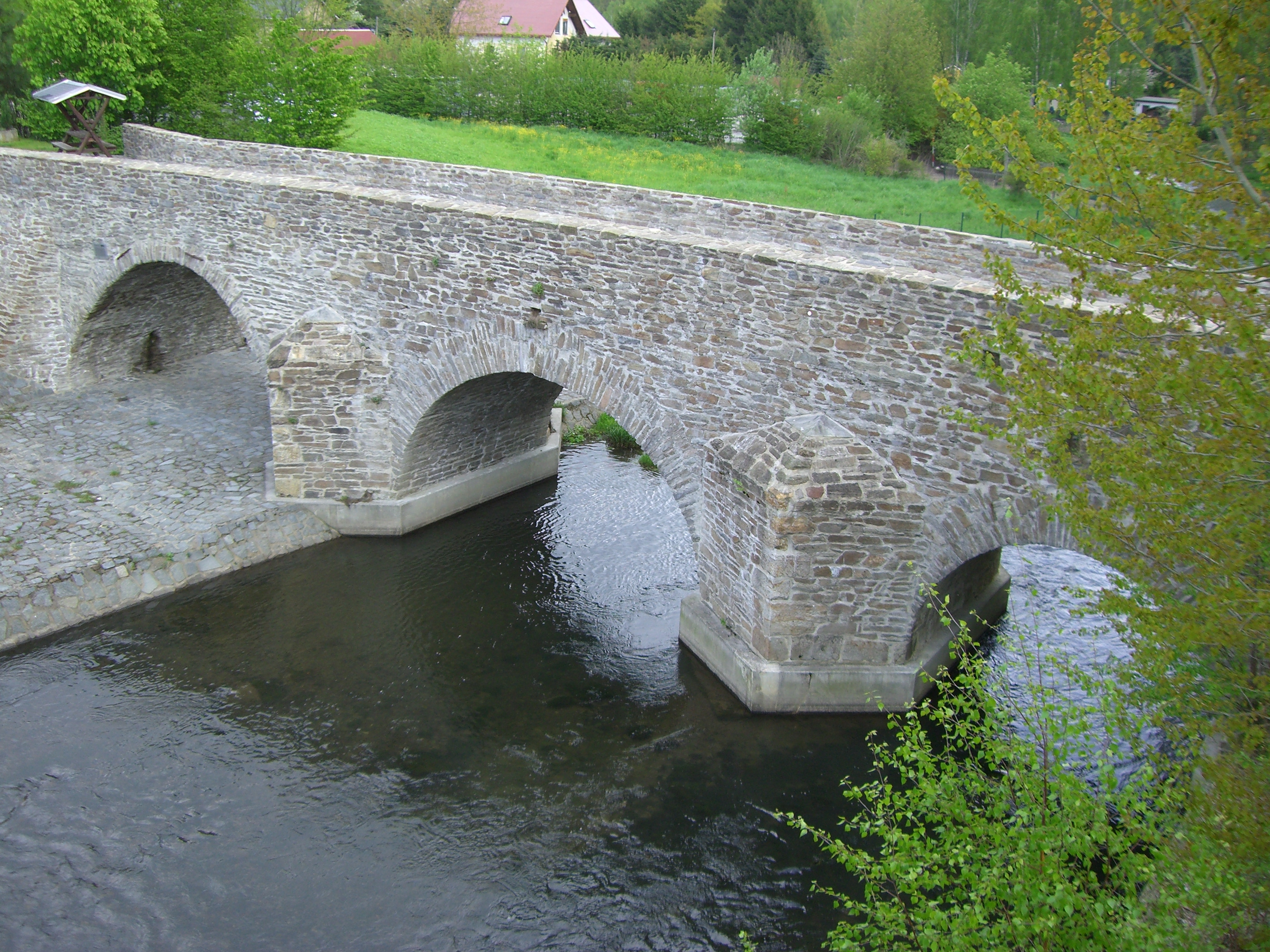
Conradsdorf, alte Muldenbrücke, 1501 erbaut

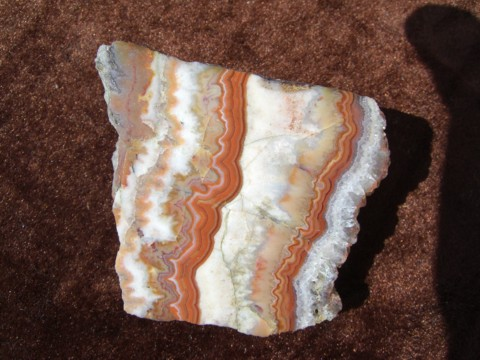
Halsbacher Korallenachat Conradsdorf, Ortsgrenze Halsbach

Conradsdorf ist ein Ortsteil der Gemeinde Halsbrücke im Landkreis Mittelsachsen. Die Gemeinde Conradsdorf mit ihren im Jahr 1950 eingemeindeten Ortsteilen Tuttendorf und Falkenberg wurde am 1. März 1994 in die Gemeinde Halsbrücke eingegliedert.

## Lage und Verkehr
Das nördlich von Freiberg gelegene Conradsdorf zieht sich vom Tal der Freiberger Mulde bei einer Höhe von 322 m ü. NN hinauf bis zur weithin sichtbaren neugotischen Kirche am oberen Ortsende auf 402 m ü. NN. Oberhalb dieser befindet sich die Wasserscheide zur Bobritzsch, an der der Nachbarort Falkenberg liegt. Conradsdorf, etwa zwei Kilometer südöstlich des Kernortes Halsbrücke gelegen, südwestlich an Tuttendorf grenzend, ist an das Netz des öffentlichen Personennahverkehrs angeschlossen und überregional über die B 173 sowohl aus Richtung Freiberg als auch aus Richtung Dresden gut erreichbar.
Bis zur Stilllegung der 1890 eröffneten Bahnstrecke Freiberg–Halsbrücke war in Tuttendorf der nächste Bahnhof, heute ist es Freiberg.
Zum Ortsteil Conradsdorf gehören die Siedlungen Kleinsiebenlehn, Hinterhäuser und St. Lorenz Gegentrum im Westen bzw. Nordwesten von Conradsdorf.

## Geschichte
Die Gründung des früheren Waldhufendorfes eines Conrad (1334 „Cunradisdorf“, 1350 „Conradisdorf“) erfolgte mit der Kolonisation des Freiberger Landes in der zweiten Hälfte des 12. Jahrhunderts. Angeblich gehörte das Dorf zum Herrschaftsbereich der Biebersteiner. Bis um 1672 war der Ort Lehnsteil des dortigen Rittergutes, bis das 1548 erwähnte Vorwerk seit 1672 selbst als Rittergut genutzt wurde. Die Grundherrschaft lag in der zweiten Hälfte des 14. Jahrhunderts bei Friedrich von Maltitz, 1550 wurden Hans Röhtling, Bürgermeister von Geyer und Annaberg als Lehnsherren genannt und um 1764 der Rat zu Freiberg. Landesherrliche Verwaltungsbezirke von Conradsdorf waren 1445 die Pflege Freiberg und um 1590 bis 1856 das kursächsische bzw. königlich-sächsische Kreisamt Freiberg. Ab 1856 gehörte Conradsdorf zum Gerichtsamt Freiberg und nach Trennung von Justiz und Verwaltung ab 1875 zur Amtshauptmannschaft Freiberg.
Conradsdorf war eine Hauptstation der Wallfahrer nach dem Kloster Altzella („Cella“). Die neugotische Dorfkirche mit ihrem weithin sichtbaren, die Landschaft beherrschenden spitzen Dachreiter, wurde unter Verwendung des mittelalterlichen Turmchorhauses 1871/72 errichtet. An der Umfassungsmauer des Friedhofes neben dem Eingang zum Kirchhof befindet sich ein Sandsteinkreuz mit eingeritztem Spieß, das als mittelalterliches Mord- oder Sühnekreuz bekannt ist. Es erinnert angeblich an einen Küster, der einen Kirchenräuber getötet haben soll. Das Kreuz wurde 1937 im Giebel der Pfarrhofscheune entdeckt.
Neben der Landwirtschaft war der Bergbau in früheren Zeiten eine wichtige Erwerbsquelle. Die Grube St. Lorenz Gegentrum, deren Lage noch an vielen Halden und Pingen erkennbar ist, war vom Anfang des 17. Jahrhunderts bis 1780 die bedeutendste Bergbauanlage nordwestlich von Conradsdorf. In den Jahren 1631/32 wurde der Lorenz-Gegentrum-Kunstgraben angelegt. Die Halden nahe der Fuchsmühle zeugen von der Grube Neubeschert Glück, die bis 1813 in Betrieb war. Der Alte Tiefe Fürstenstolln war der wichtigste Freiberger Wasserlösungsstollen seit dem 14. Jahrhundert. Das unter Denkmalschutz stehende Mundloch des Stollens wurde im 17. Jahrhundert angelegt und befindet sich am Roten Graben oberhalb der Freiberger Mulde. Am Mundloch ist das Staatswappen des Kurfürstentums Sachsen noch erkennbar. In der Nähe befindet sich das ebenfalls unter Denkmalschutz gestellte Mundloch des Hauptumbruchs des Alten Tiefen Fürstenstollns. Der Hauptstolln Umbruch wurde 1821 bis 1850 erbaut als Ersatz für den Alten Tiefen Fürstenstolln. Der zu Schmuck verarbeitbare Halsbacher Korallenachat wurde im Grubenfeld der Schwerspatgrube Weichelts Hoffnung, des letzten ehemaligen Bergbaubetriebs Conradsdorfs, im Grenzbereich zu Halsbach gefunden.
Die von der Freiberger Mulde getriebene Fuchsmühle, im 18. Jahrhundert auch Ratsmühle genannt, fiel 1908 einem Brand zum Opfer und wurde danach als Blechwarenfabrik neu gebaut. Über die Fluren von Conradsdorf führte die älteste Verbindungsstraße von Freiberg nach Dresden. Die alte Muldenbrücke neben der Betonbrücke wurde 1501 gebaut. Sie ersetzte den hölzernen Steg der ältesten Dresdner Landstraße.
Am 1. Juli 1950 erfolgte die Eingemeindung der Nachbarorte Falkenberg und Tuttendorf nach Conradsdorf. Durch die zweite Kreisreform in der DDR kam die Gemeinde Conradsdorf im Jahr 1952 zum Kreis Freiberg im Bezirk Chemnitz (1953 in Bezirk Karl-Marx-Stadt umbenannt), der ab 1990 als sächsischer Landkreis Freiberg fortgeführt wurde und im Jahr 2008 im Landkreis Mittelsachsen aufging. Durch die Eingemeindung der Gemeinde Conradsdorf mit seinen beiden Ortsteilen nach Halsbrücke ist Conradsdorf seit dem 1. März 1994 ein Ortsteil von Halsbrücke.

### Entwicklung der Einwohnerzahl
1551: 15 besessene Mann, 14 Gärtner, 23 Inwohner, 1764: 14 besessene Mann, 20 Gärtner, 29 Häusler, 11 Wüstungen, 22 Hufen je 18 Scheffel.
Stand jeweils 31. Dezember:
| 1834 bis 1925 - 1834: 599 - 1871: 861 - 1890: 1027 - 1910: 968 - 1925: 867 | 1939 bis 1990 - 1939: 782 - 1946: 938 - 1950: 2019 - 1964: 1639 - 1990: 1174 |

Falkenberg und Tuttendorf wurden 1950 Ortsteile von Conradsdorf. Conradsdorf wurde 1994 ein Ortsteil der Gemeinde Halsbrücke.

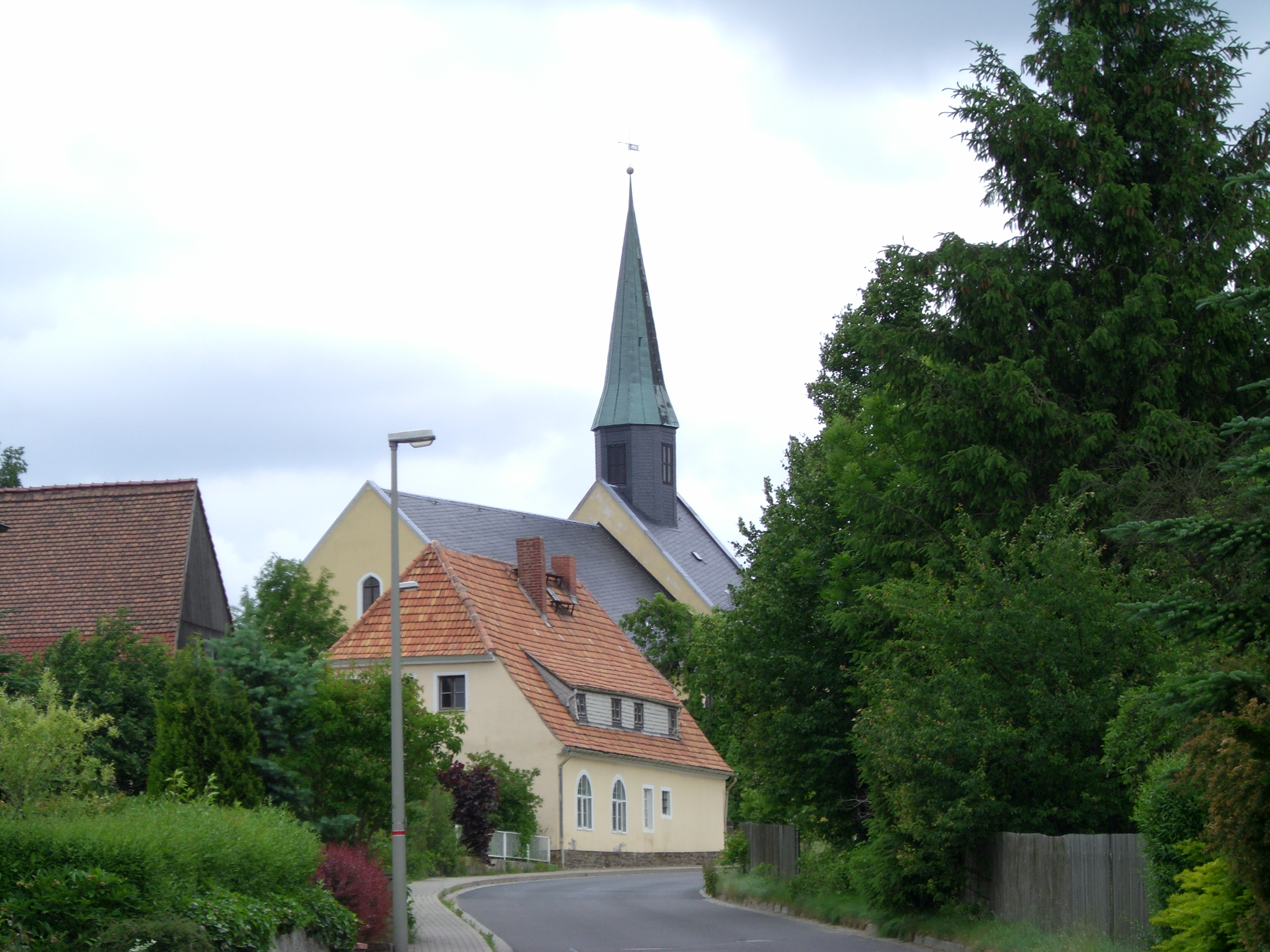
Conradsdorf, Blick aus Richtung Tuttendorf
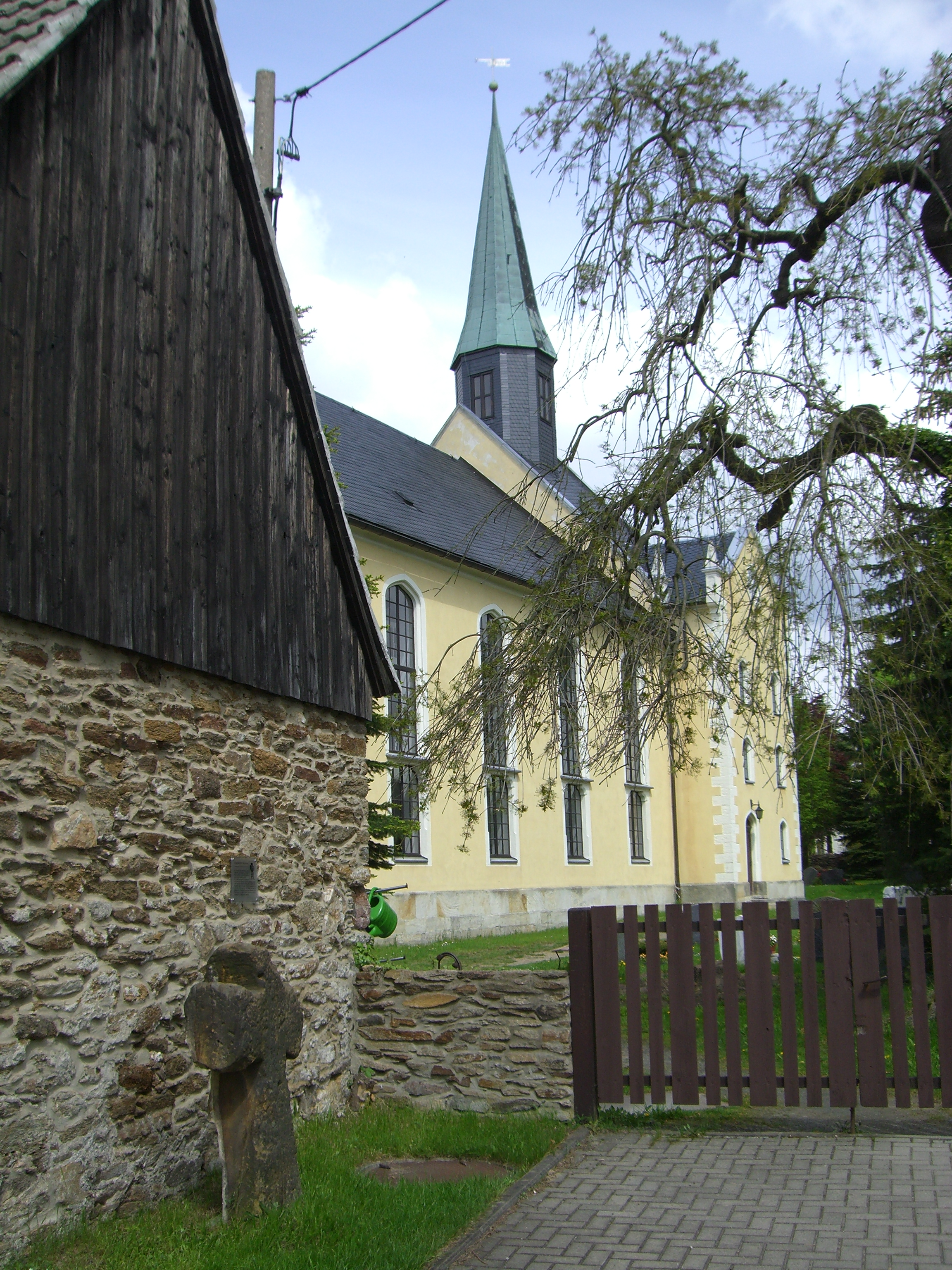
Kirche Conradsdorf mit Pfarrhofscheune und Sühnekreuz
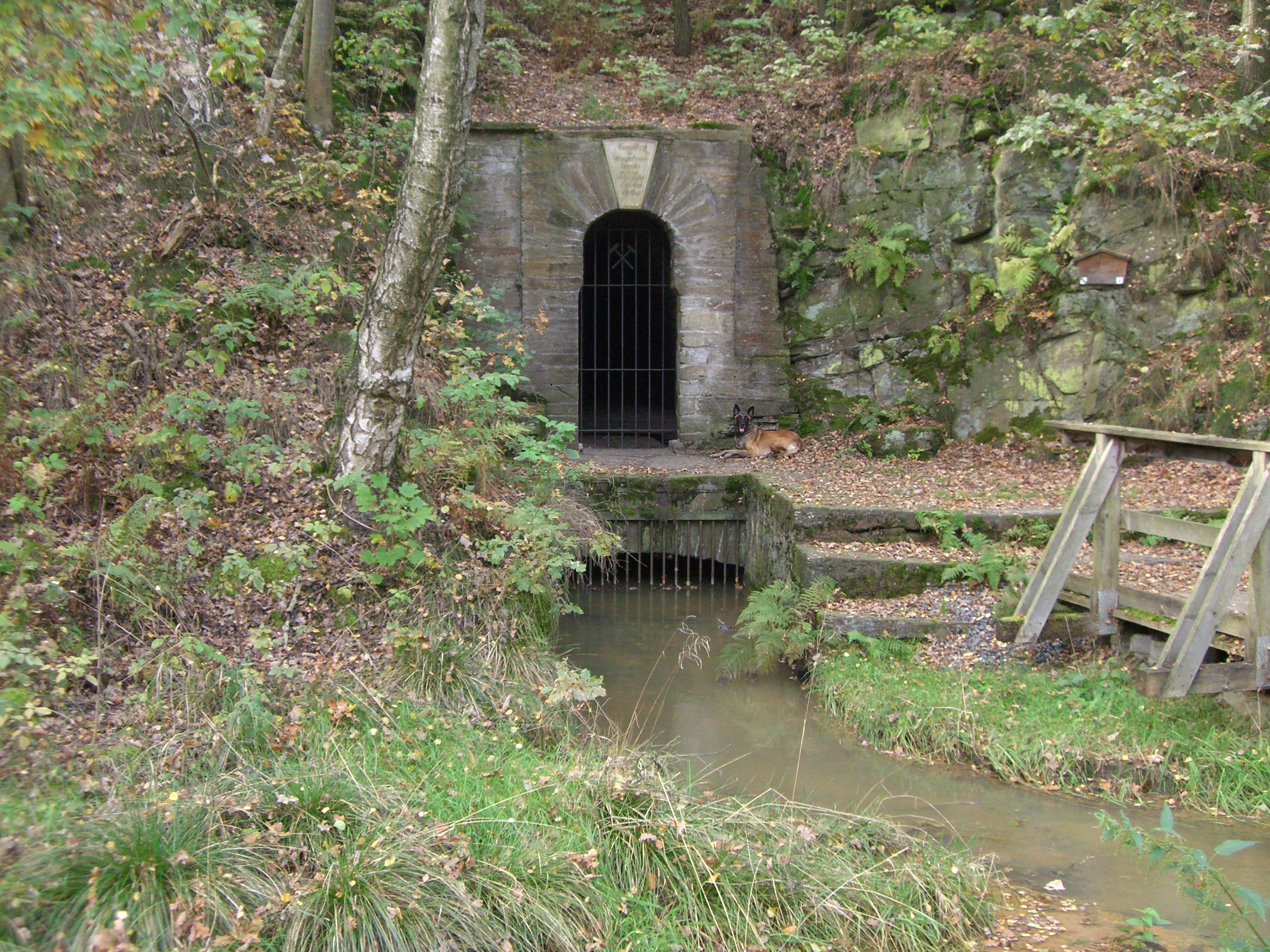
Mundloch des Hauptstollnumbruchs des Alten und Tiefen Fürstenstollns
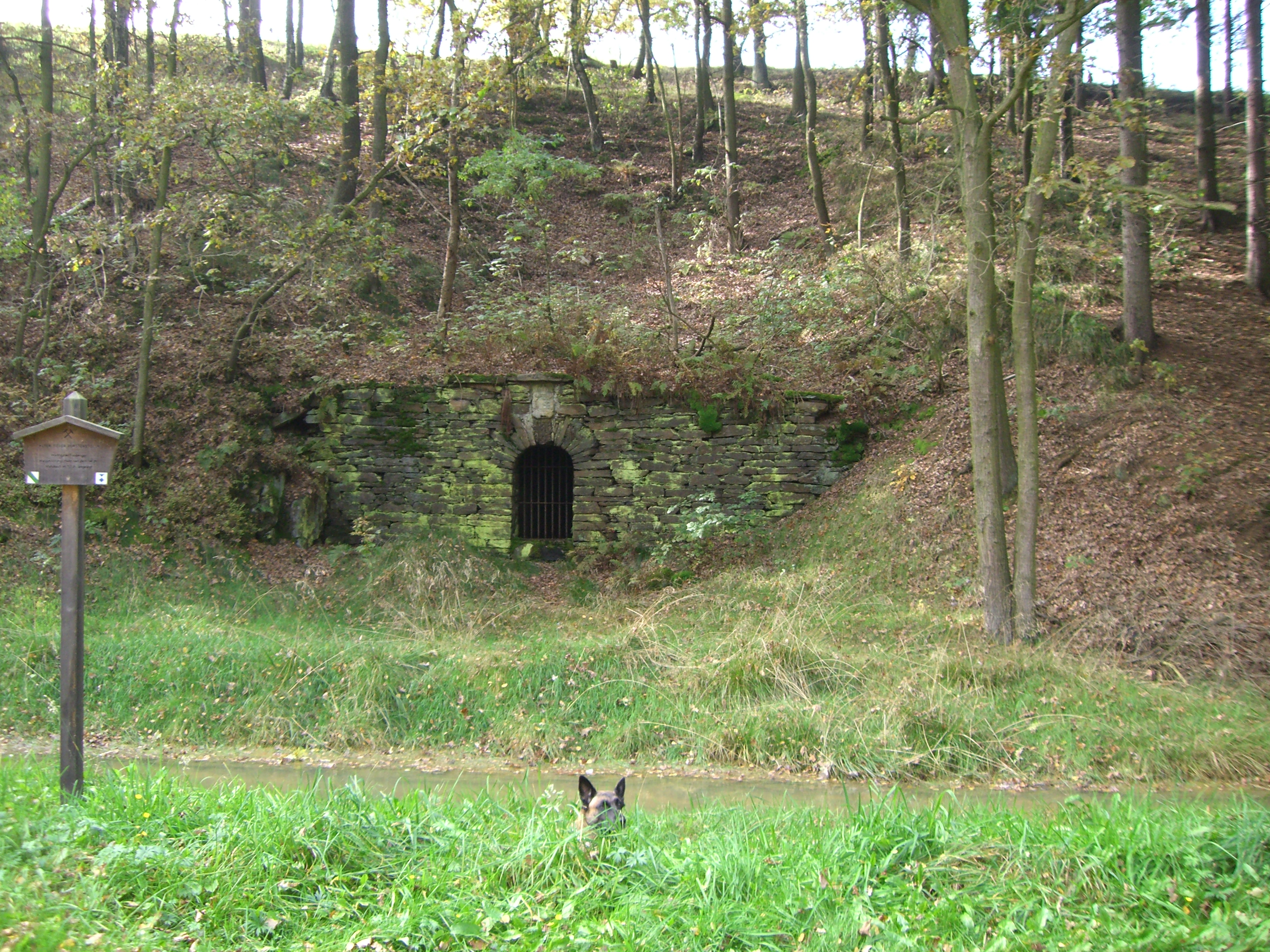
Mundloch des Alten und Tiefen Fürstenstollns am Roten Graben

## Vereine
- Conradsdorfer Sportverein 61 e. V.
- Hundesportverein Conradsdorf e. V.
- Kleingartenverein An der Mulde e. V. Conradsdorf
- Verein Conradsdorfer Schützen 1898 e. V.
- Heimatfreunde Conradsdorf e. V.
- CCV Conradsdorfer Carnevalsverein
- Ortsverein CFT 825 e. V.
- Motorsportverein Cow-Racing Team e. V.[10]